# Торговый переулок (Санкт-Петербург)
Торго́вый переулок — переулок в центре Санкт-Петербурга. Проходит от площади Ломоносова до Степановского проезда. Является продолжением Чернышёвского проезда на юго-восток.

## История
Первоначально — Вновьпроложенная улица (с 1849 по 1853 год). Включала современный Степановский проезд.

Современное название дано в 1872 году по Апраксину двору, в котором располагались торговые ряды.

## Объекты
- дом 2а — школа № 550